# Музей Обольского комсомольского подполья
Музей Обольского комсомольского подполья (бел. Музей Обальскага камсамольскага падполля) — музей в городском посёлке Оболь Шумилинского района Витебской области Белоруссии. Основан 29 октября 1965 года. Изначально являлся филиалом Белорусского государственного музея истории Великой Отечественной войны, с 1 апреля 2002 года — филиал Шумилинского историко-краеведческого музея.

## История
29 октября 1965 года в городском посёлке Оболь Шумилинского района Витебской области на основании решения Министерства культуры БССР открылся Республиканский музей комсомольской славы — филиал Белорусского государственного музея истории Великой Отечественной войны. Инициатором создания музея выступил Аркадий Барбашов, один из выживших участников Обольского комсомольского подполья, который после войны работал учителем в местной школе. В 1972 году музей посетили свыше 12 тысяч человек.
В 1985 году музей комсомольской славы переименован в музей Обольского комсомольского подполья. В соответствии с постановлением коллегии Министерства культуры БССР от 26 июня 1989 года № 45 с 1 января 1990 года музей передан в распоряжение управления культуры Витебского облисполкома. Согласно решению Шумилинского районного исполнительного комитета от 13 февраля 2002 года № 45, музей Обольского комсомольского подполья реорганизован в филиал Шумилинского историко-краеведческого музея.  

## Экспозиция
Общая площадь помещений музея составляет 194 м². Экспозиционная площадь — 150 м² (по другим данным — 124,17 м²). Экспозиция музея, основу которой формируют материалы о деятельности в годы Великой Отечественной войны Обольской подпольной комсомольской организации «Юные мстители», размещена в 4 залах: «Школьные и юношеские годы участников Обольского комсомольского подполья», «Начало Великой Отечественной войны. Развитие партизанского движения на территории Сиротинского района. Зарождение Обольского комсомольского подполья», «Боевая деятельность Обольской подпольной организации», «Навечно в памяти народной».
По состоянию на 2010 год в музее насчитывалось более 1100 единиц хранения основного фонда и свыше 700 — научно-вспомогательного. Среди экспонатов музея — личные вещи, документы, фотографии героев-комсомольцев, произведения искусства, посвящённые обольским подпольщикам и совершённым ими подвигам (бюсты Героев Советского Союза Е. С. Зеньковой и З. М. Портновой, литографии Ю. Пучинского «Минирование шоссе» и «Взрыв водокачки», картина А. Корженевского «Обольские подпольщики» и др.). Воссоздан интерьер квартиры руководителя Обольского комсомольского подполья Е. С. Зеньковой. С 1 ноября 2008 года в музее действует обновлённая экспозиция, торжественное открытие которой было приурочено к 90-летию ВЛКСМ.

## Здание музея
Музей находится в бывшем доме управляющего на территории усадебно-паркового комплекса Гребницких. Здание является памятником архитектуры первой половины XIX века.